# Jacopo del Casentino

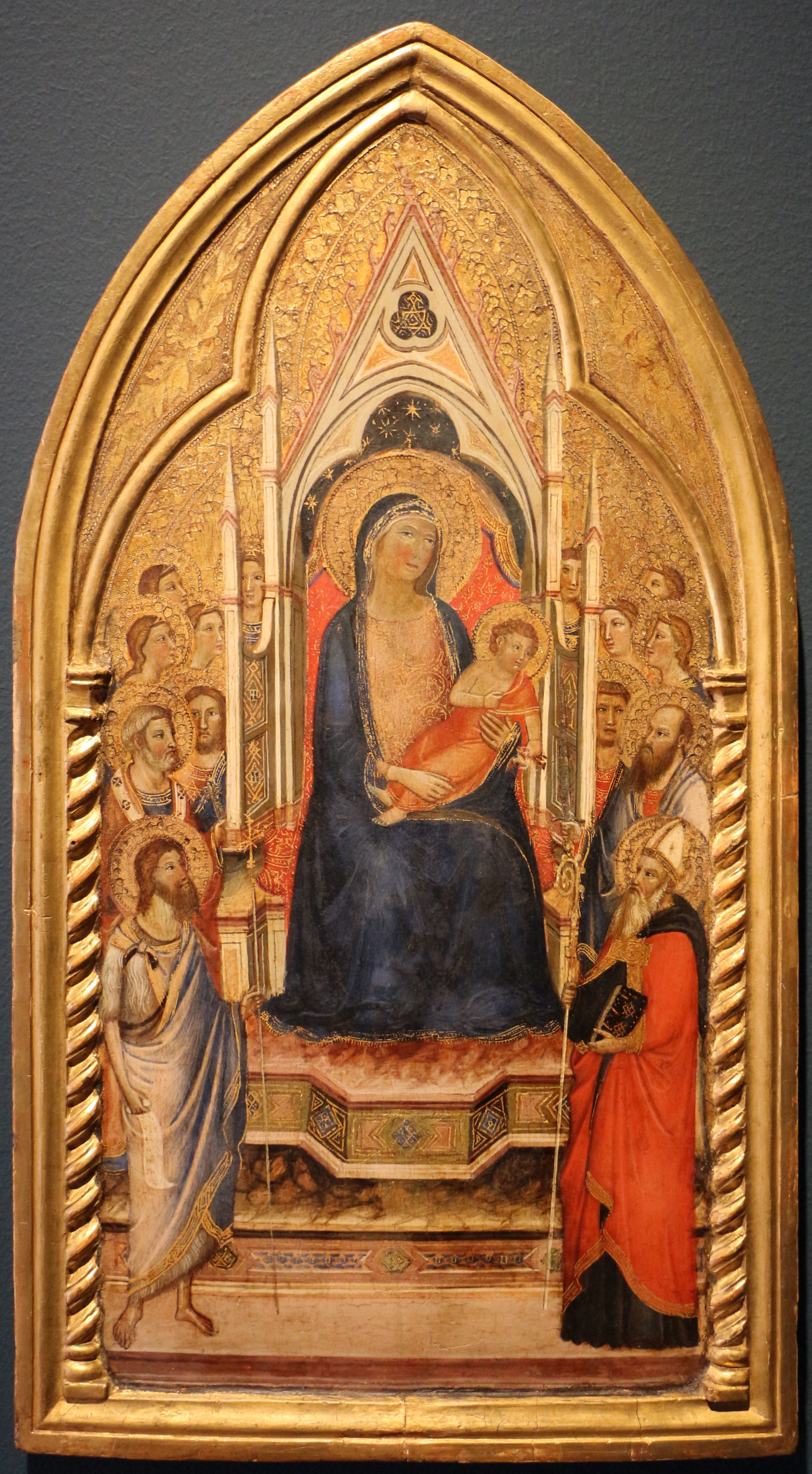
Getroonde Madonna, Bonnefantenmuseum, Maastricht

Jacopo del Casentino was een Italiaans kunstschilder afkomstig uit Casentino, die actief was in de eerste helft van de 14e eeuw in Florence

## Biografische elementen
Jacopo werd vermeld door Giorgio Vasari in zijn Vite maar als lid van de familie Landini uit Pratovecchio. Dit was evenwel niet correct want Jacopo del Casentino signeerde het kleine draagbare altaar dat nu bewaard wordt in de Uffizi met “Iacobus de Casentino me fecit” en verwijst dus zelf naar de historische regio van Casentino in de bovenvallei van de Arno.
De geboortedatum van Jacopo is onbekend, maar hij werd waarschijnlijk geboren aan het einde van de 13e eeuw, uiterlijk rond het jaar 1300. Hij hoorde tot de protagonisten van de Florentijnse Giotto-traditie zoals Bernardo Daddi en Taddeo Gaddi. Het verhaal van Vasari dat Jacopo met Giovanni da Milano naar Florence ging om het schildersvak te leren bij Taddeo Gaddi, is eveneens uit de lucht gegrepen omdat Taddeo en Jacopo ongeveer even oud waren en dat het zeer onwaarschijnlijk is dat Jacopo nog les zou zijn gaan volgen tijdens de volwassen fase van zijn activiteit als kunstenaar. Uit de oudste werken van deze kunstenaar kan worden afgeleid, dat hij zijn opleiding kreeg in de kringen van de oudste vertegenwoordigers van de Florentijnse Giotto stijl zoals van de Meester van San Gaggio, ook bekend als Grifo di Tancredi, Lippo di Benivieni en de Meester van de Santa Cecilia.
Er zijn een paar documenten die naar Jacopo verwijzen: in 1339 behoorde hij tot de stichtende leden van de Compagnia di San Luca,  een alternatieve schildersgilde en in een testament van 16 november 1347 krijgt hij de opdracht om een afbeelding en het levensverhaal van de heilige Martinus te schilderen in  een kapel van de Santa Maria Novella in Florence.
De sterfdatum van Jacopo wordt nu gesteld op ten laatste 1349 op basis van de documenten van de Compagnia di San Luca. De datum van 1358 die vroeger werd aangenomen, gebaseerd op de geschriften van Vasari, wordt nu niet meer aanvaard.

## Werken

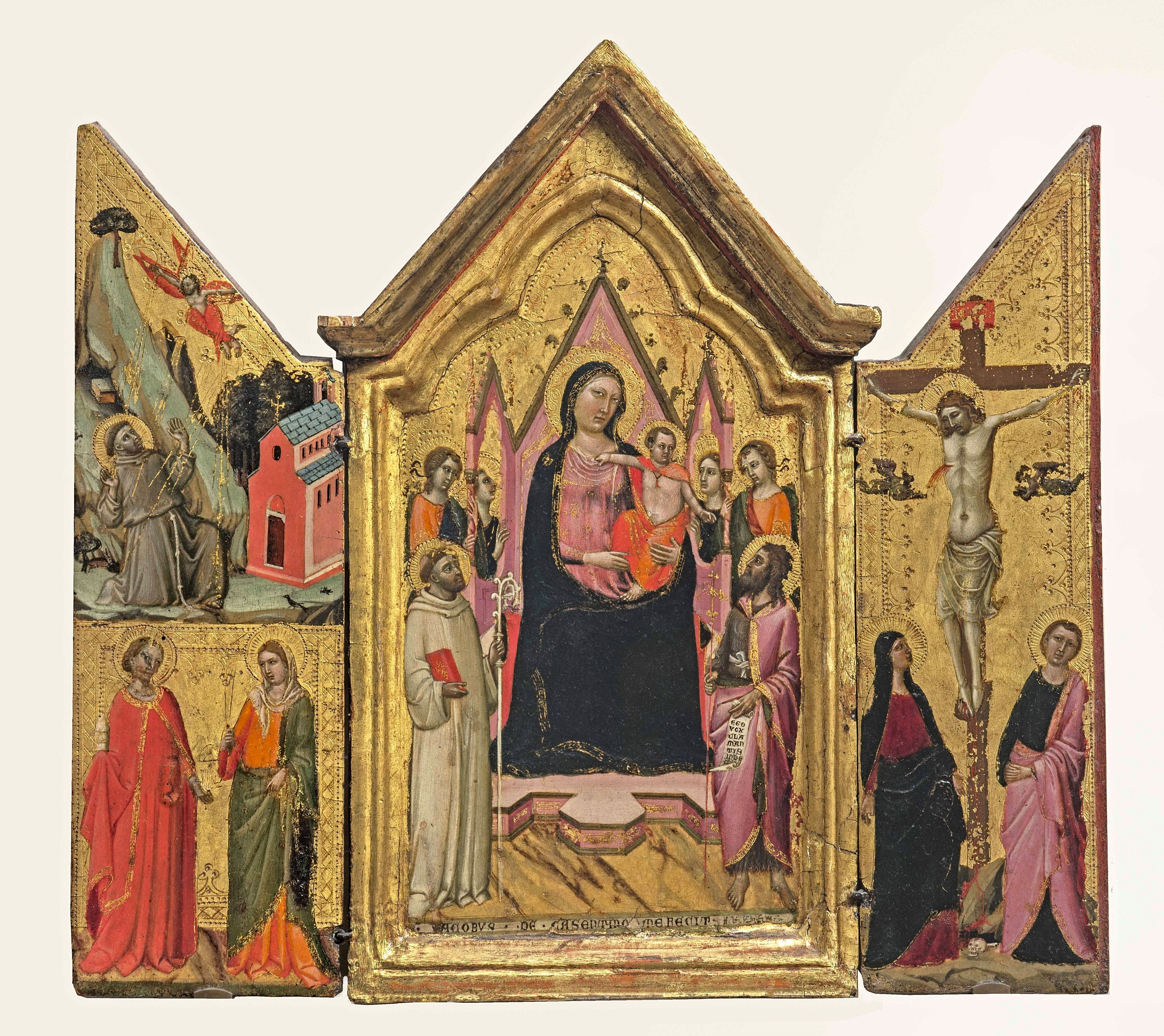
Cagnola-triptiek, Uffizi, Florence

Het werk van Jacopo kwam terug in de belangstelling met de studie door Wilhelm Emil Suida (1906) van het Trittico Cagnola, het triptiekje dat nu tentoongesteld wordt in het Uffizi. Op het middenpaneel zien we een Madonna met Kind omringd door vier engelen en de heiligen Bernardus van Clairvaux en Johannes de Doper. Op de binnenzijde van de rechterdeur staat een kruisiging en op de linkerzijde bovenaan de stigmata van Sint Franciscus en daaronder de heilige Margaretha. Dit werkje dat via zijn signatuur eenduidig aan Jacopo del Casentino kan toegeschreven worden was de basis voor de toeschrijving van een aantal andere werken aan de meester, zoals een groot paneel met de Madonna en Kind tussen de HH. Johannes de Doper en Johannes de evangelist (of Andreas), dat zich bevond in de Santa Maria della Tromba en dat in 1905 werd ondergebracht in een kapel in het palazzo dell'Arte della Lana in Florence.
Op de website van het Uffizi, eigenaar van het draagbare altaar de Gagnola-triptiek, meldt men dat hij gespecialiseerd was in kleine draagbare altaartjes.

### Omstreeks 1320

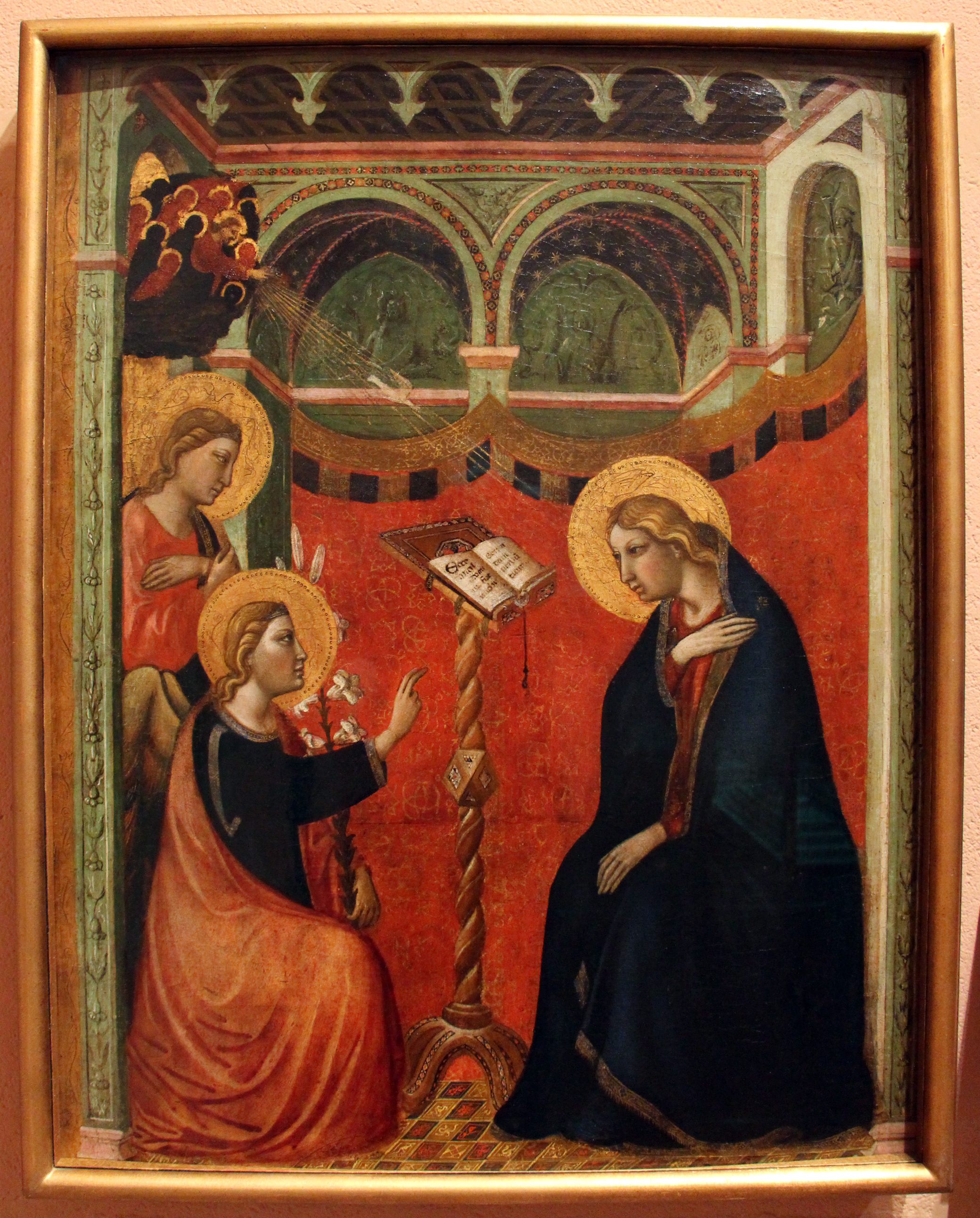
Annunciatie, 1325-35, Museo Poldi Pezzoli, Milaan

Tot de oudste werken die kunnen toegeschreven worden aan de meester horen vier paneeltjes die oorspronkelijk tot hetzelfde werk behoorden, met de annunciatie, de geboorte, de kruisiging en de bewening van Christus, nu verspreid over verschillende privécollecties in Italië en in het buitenland. Ook een getroonde Madonna met Kind tussen de apostel Johannes en Johannes de doper, horen tot dezelfde vroege periode omstreeks 1320 of iets eerder. De voorstelling met de gekerkerde Johannes de Doper die twee van zijn leerlingen naar Christus stuurt, hoort ook tot die vroege periode. Dit werk, bewaard in de Gemäldegalerie Alte Meister in Dresden, werd vroeger toegeschreven aan Giotto, maar wordt nu algemeen erkend als zijnde van de hand van Jacopo.
De sterke binding met de stijl van Giotto kan men ook terugvinden in een Dormitio Virginis, vroeger in de Loeser verzameling in Florence, nu in een Engelse privécollectie, dat qua compositie gebaseerd is op het gelijknamige schilderij van Giotto in de Gemäldegalerie in Berlijn. Ook een getroonde Petrus eertijds in het Trebbio kasteel in Molino del Piano bij Florence, nu in een onbekende verzameling, hoorde hierbij evenals het grote altaarstuk van de San Miniato al Monte in Florence, met de heilige Miniatus en acht taferelen uit zijn leven. Ook de grote kruisiging in de Heinz Kisters collectie in Zwitserland is gebaseerd op het prototype van Giotto van de Santa Maria Novella in Florence.

### Omstreeks 1325

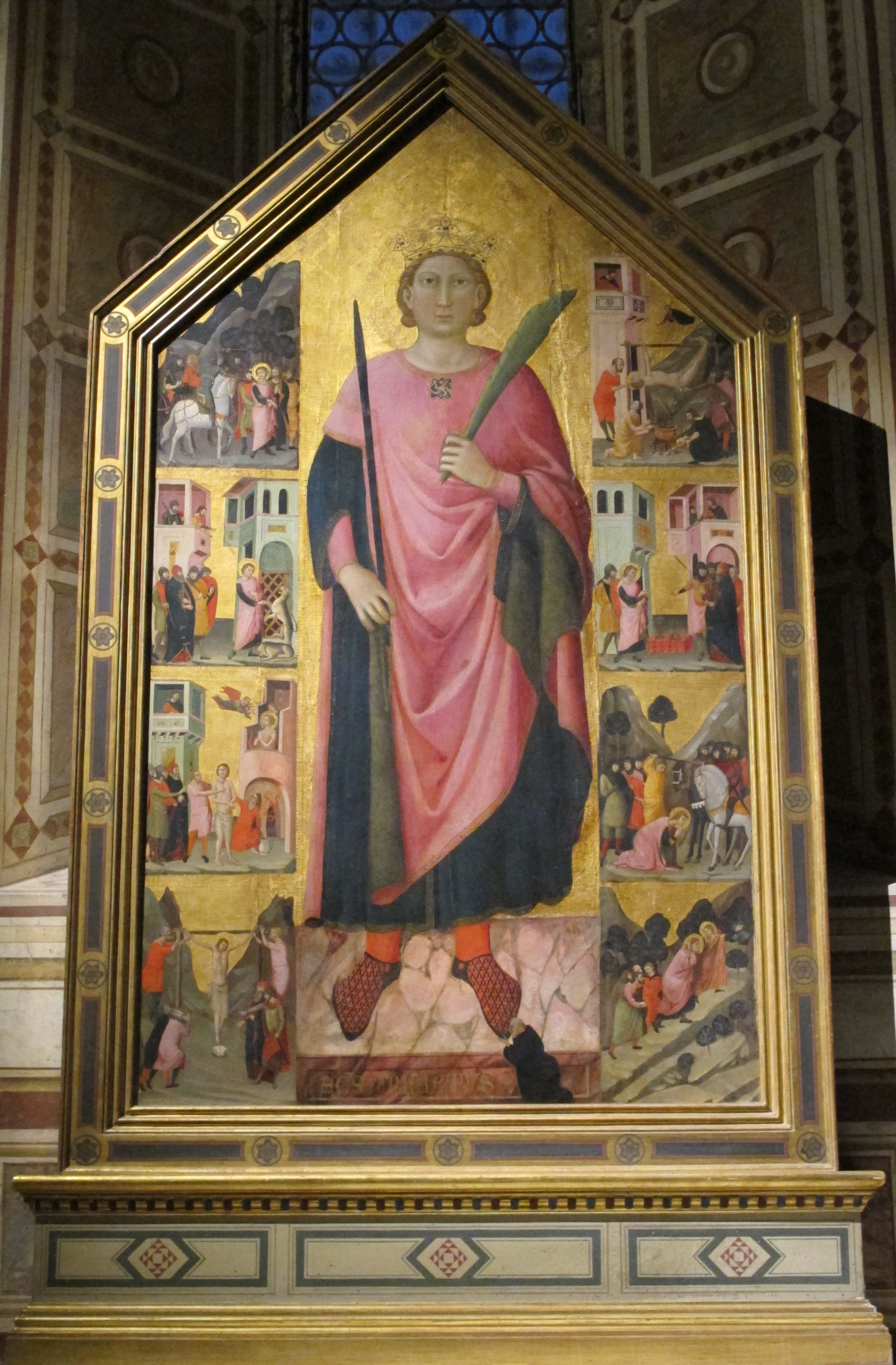
De heilige Miniatus, 1325, San Miniato al Monte, Florence

Halverwege de jaren 20, lijkt Jacopo aansluiting te vinden bij de Siënese stijl. Dit is zeer duidelijk in een prachtig werk met de heilige Lucia, dat bewaard wordt In de Collezione F. De Michele, Milaan (vroeger tentoon gesteld in het Bonnefantenmuseum in Maastricht). Het werk werd destijds toegeschreven aan een “anonieme Siënese” schilder, wat voor zich spreekt. In deze fase had Jacopo zijn stijl, die zeer duidelijk herkenbaar was in de toenmalige grote Florentijnse productie, definitief vastgelegd. Zijn uitgesproken vertellende compositie komt zeer goed tot uiting in de taferelen over het leven van de heilige Miniatus, waarin zelfs de meest meedogenloze martelscènes worden voorgesteld in een sprookjesachtige atmosfeer en zijn verstoken van om het even welke dramatische atmosfeer. De architectuurlandschappen in vier van deze scènes zijn gemaakt naar de Giotto-normen maar tonen anderzijds in enkele details de aanwezigheid van de Siënese school.

### Omstreeks 1330
In het paneel in het Palazzo della Lana dat eerder vermeld werd, en waarschijnlijk gedateerd kan worden omstreeks het einde van het derde decennium, slaagt Jacopo erin om de subtiele compositie die voortvloeide uit het origineel dat behoorde tot de “miniaturistische tendens” te verzoenen met het typisch plastische ruimtelijke van een Giotto werk. Jacopo die toen in het midden van zijn carrière was schilderde toen duidelijk onder de invloed van Giotto’s favoriete leerling in Florence, Taddeo Gaddi. Dit werk heeft volgens de kunsthistorici duidelijk morfologische affiniteiten met de fresco’s die laatstgenoemde schilderde voor deSanta Croce in Florence. Die verwantschap met Gaddi is nog meer uitgesproken in het paneel in de William Rockhill Nelson Gallery of Art in Kansas City, Missouri met de opdracht van Jezus in de tempel, gedateerd op 1330. Deze invloed van Taddeo Gaddi duurt tot halverwege de jaren 30 en kan ook nog geïllustreerd worden met de prachtige Madonna met Kind, gekroond tussen vier heiligen en veertien engelen vroeger in het bezit was van de collectie Sestieri in Rome.

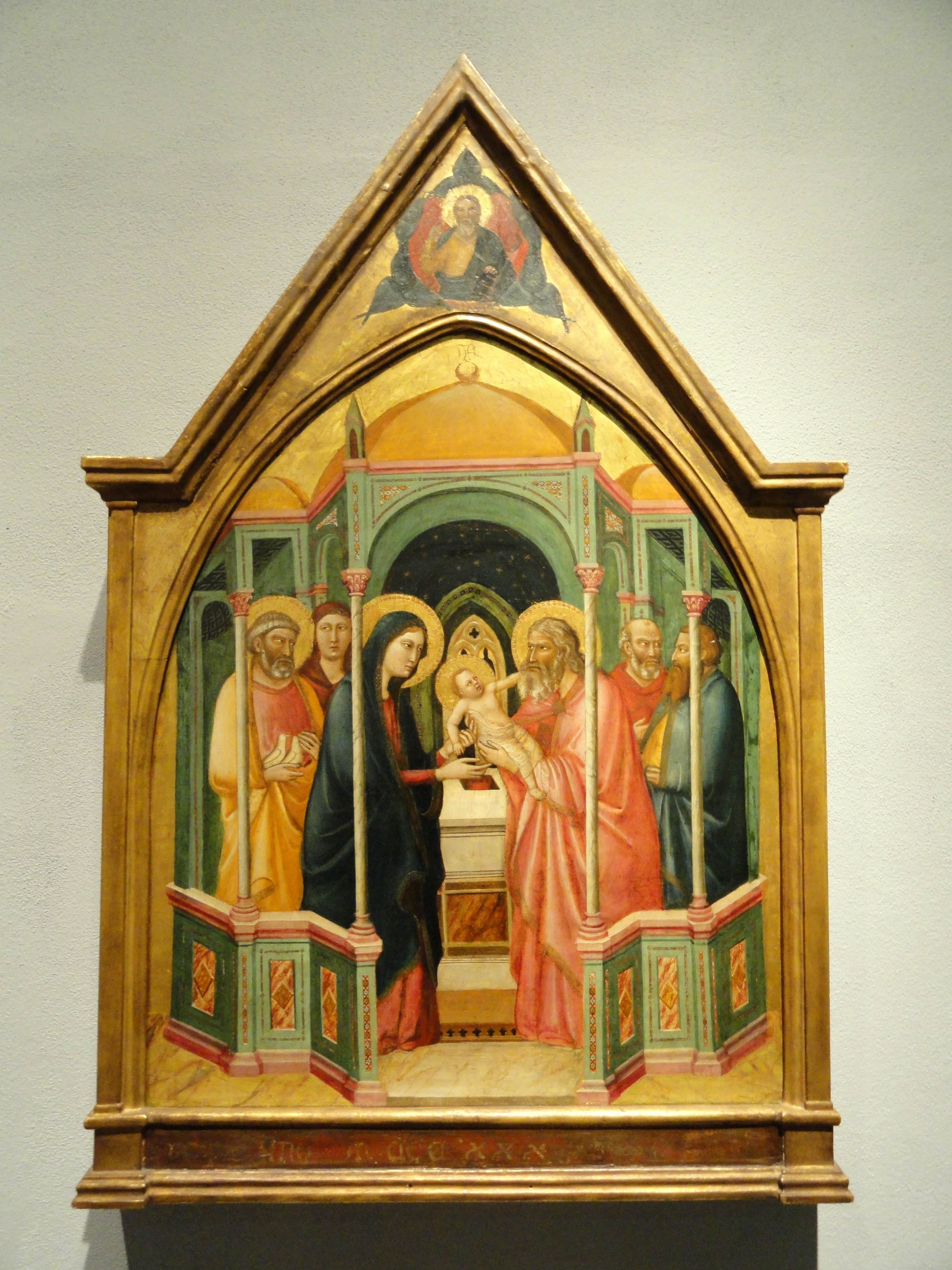
Opdracht van Jezus in de tempel, 1330, Nelson-Atkins museum of Art, Kansas City, MO

In de werken die in verband kunnen gebracht worden met de volwassen fase in de carrière van de kunstenaar zien we een grotere complexiteit en decoratieve rijkdom in de randen en ook in de halo’s waar veel gebruik gemaakt wordt van de geponste versiering. Het palet wordt geraffineerder en de ontwerpen halen hetzelfde niveau dan die uit het atelier van Bernardo Daddi.

### Latere werken
De latere werken die tot stand kwamen na 1335 tonen geen belangrijke wijzigingen meer. Buiten de personages die langer en ronder worden weergegeven veranderde er weinig en dat laatste was misschien een poging om te reageren op de nieuwe elementen die in die jaren opdoken op de Florentijnse kunstscene, geïntroduceerd door belangrijke meesters zoals Maso di Banco, Stefano, Andrea en Nardo di Cione. Maar zijn glorietijd was voorbij en zijn schilderijen moeten voor velen achterhaald geleken hebben.

## Miniaturist
Er werden ook enkele werken in de boekverluchting aan deze kunstenaar toegeschreven, maar recent onderzoek gaat ervan uit dat Jacopo zich nooit met boekverluchting heeft bezig gehouden.
- Bibliothèque nationale de France: cb169385203 (data)
- Gemeinsame Normdatei: 118885715
- International Standard Name Identifier: 0000 0004 4764 1171
- Library of Congress Control Number: nr93000175
- RKD-Nederlands Instituut voor Kunstgeschiedenis: 41435
- Système universitaire de documentation: 184591201
- Union List of Artist Names: 500003559
- Virtual International Authority File: 43144814252149780072
- WorldCat: E39PBJdx4MtVbwyCPG7KpDxbh3